# Betty Vio

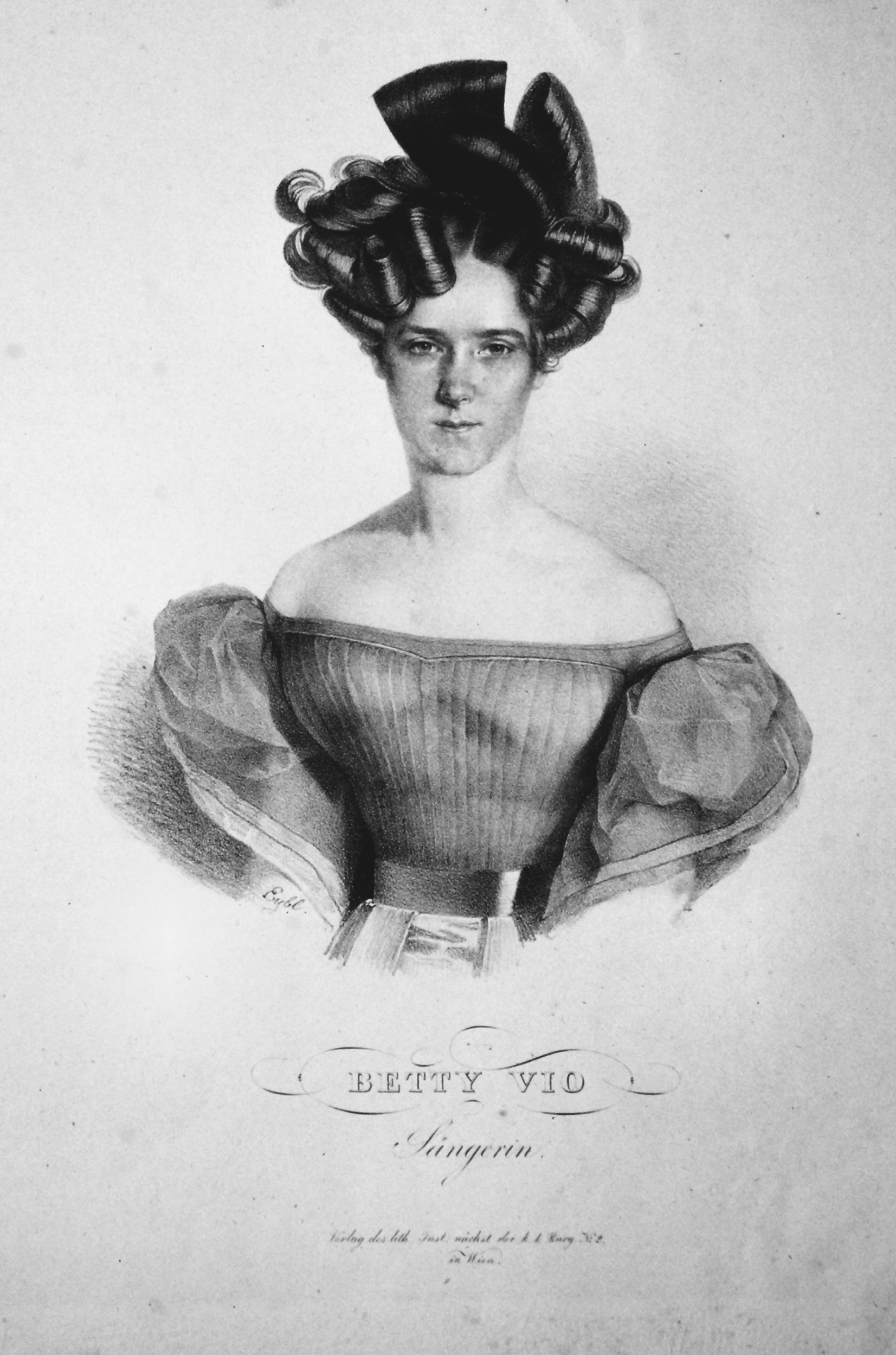
Betty Vio, Lithographie von Franz Eybl, um 1830

Betty Vio, eigentlich Elisabeth Vio (22. Juni 1806 in Lübeck – 15. Dezember 1872 in München) war eine italienisch-österreichische Sängerin (Soubrette, Sopran). Ihre Ehenamen lauteten Betty Spitzeder und Betty Maurer.

## Leben
Vio, Tochter des italienischen Edelmanns Francesco Vio, hatte bereits im Alter von fünf Jahren erste Rollen in Düsseldorf. 1817 und 1818 folgten diverse Gastauftritte am Hoftheater Karlsruhe. Im September/Oktober 1818 debütierte sie am Theater an der Wien. In Wien nahm sie Gesangsunterricht bei Antonio Salieri und Giuseppe Ciccimara, unterstützt von Fürst Dietrichstein als Mäzen. Im Sommer 1819 ging sie ans Hoftheater Wien, dort verblieb sie bis 1824. Dort sang sie unter anderem 1822/23 das „Ännchen“ im Freischütz von Carl Maria von Weber. Dieser beurteilte ihren Auftritt eher negativ. Sie war mit Joseph Carl Rosenbaum bekannt, bei dessen Gesellschaften sie 1823 Weber persönlich kennenlernte.
1825 bis 1826 war sie erneut am Theater an der Wien engagiert, 1826/27 am Theater in der Josefstadt, 1827 bis 1829 zum dritten Mal am Theater an der Wien. Danach ging sie bis 1832 ans Königsstädtische Theater in Berlin. 1832 debütierte sie im Oktober an der Hofoper, wo sie bis zum 1. Juli 1836 verblieb. Ab 1837 bis 1854 hatte sie erneut Gastauftritte in Wien, wo sie ab 1854 eine Anstellung am Carltheater fand. Nach Carl Carls Tod 1854 zog sie sich allerdings gänzlich von der Bühne zurück. Sie verstarb 1872 im Alter von 66 Jahren.
Die Künstlerin heiratete in Berlin 1831 den Schauspieler Josef Spitzeder († 1832), um 1837 folgte die zweite Ehe mit Franz Maurer, den sie in Graz heiratete.
Aus ihrer Ehe mit Josef Spitzeder entstammt die, später skandalumwitterte, Tochter Adele Spitzeder, einer Schauspielerin und wegen Betrugs verurteilte Spekulantin.